# Comté de Cheboygan
Le comté de Cheboygan (Cheboygan County en anglais) est un comté situé dans l'extrême nord de la péninsule inférieure de l'État du Michigan. Son siège est à Cheboygan. Selon le recensement de 2000, sa population est de 26 448 habitants.

## Géographie
Le comté a une superficie de 2 293 km2, dont 1 853 km2 en surfaces terrestres.

### Comtés adjacents
- Comté de Presque Isle (est)
- Comté de Montmorency (sud-est)
- Comté d'Otsego (sud)
- Comté de Charlevoix (sud-ouest)
- Comté d'Emmet (ouest)